# Żarnówka (województwo małopolskie)

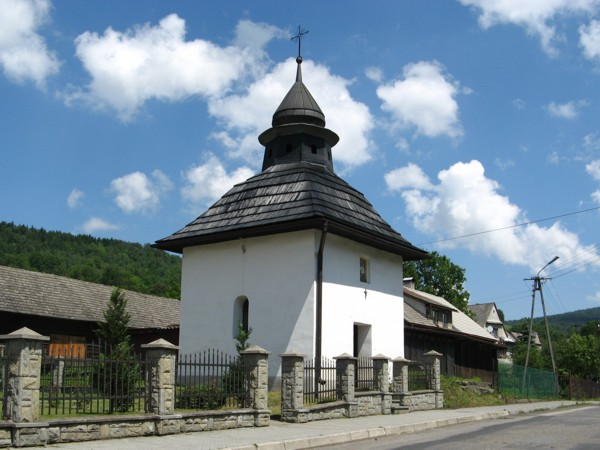
Kapliczka

Żarnówka – wieś w Polsce, położona w województwie małopolskim, w powiecie suskim, w gminie Maków Podhalański, w dolinie potoku Żarnowianka (dopływ Skawy), kilka kilometrów na wschód od Makowa Podhalańskiego. Leży u stóp Koskowej Góry – 866 m n.p.m. Graniczy z Wieprzcem, Kojszówką, Juszczynem, Makowem Podhalańskim, Bieńkówką i Bogdanówką.
Zajmuje powierzchnię 18,7 km², a zamieszkują ją 1342 osoby.

## Integralne części wsi
| przysiółek | Bochenkówka |
| części wsi | Banasiówka Dolna, Banasiówka Górna, Błażyczkówka, Bory, Drabówka, Dziubkówka, Głodówka, Grapa, Hanulówka, Janiczakówka, Jaworkówka, Jurkówka, Klimale Górne, Klimalówka Dolna, Kulawówka, Kutkówka, Kwaśniówka, Lasówka, Marcyniówka Dolna, Marcyniówka Górna, Matyje Dolne, Matyje Górne, Mazurówka, Miśkowa, Na Łęgu, Na Polanie, Nędzówka, Nieckulówka, Nutówka, Pankówka, Pęczkówka, Piąstkówka, Piekarzówka, Pochopniówka, Pod Słońce, Przysłop, Rusinówka, Sałapatkówka, Satławówka, Sitarzówka, Skrzypkówka, Sobańszczówka, Stańkówka, Surzynówka, Szczurkówka, Szewczykówka, U Dyrdów, U Jończyków, U Kopra, U Pitka, U Polańskich, Urbanówka, U Sitarzy, Wilkówka, Woźnówka, Za Potokiem, Zawale |

## Historia
Wieś została założona na początku XVII wieku przez starostów lanckorońskich. Zajęte przez Austriaków, zostało wystawione na sprzedaż. Zakupiła ją księżna kurlandzka Franciszka Krasińska. Jako jedyna nie weszła w skład tzw. klucza makowskiego, który wykupił hrabia Saint Genois d’Anneaucourt. Po śmierci księżnej wieś trafiła w ręce spadkobierców – m.in. księżnej Augusty Montleart. Później miała kilku właścicieli.
W latach 1975–1998 miejscowość należała administracyjnie do województwa bielskiego.

## Zabytki
- kaplica z XVIII wieku z figurą Chrystusa upadającego pod krzyżem (Żarnówka-Łęgi),
- figury przydrożne z 1848 – Chrystus u słupa i św. Wawrzyniec
- kaplica z 1926 z płaskorzeźbą św. Anny Samotrzeć.

## Przemysł
- drzewny (m.in. Janmag, Trans-Drew)

## Znane osoby z Żarnówki
- Jan Zabłocki

## Inne
Wieś posiada szkołę, niedawno została utworzona także parafia Najświętszego Serca Pana Jezusa. We wsi działają ochotnicza straż pożarna oraz koło gospodyń wiejskich.